# 馬其頓 (喬治亞州)
馬其頓（英語：Macedonia）是位於美國喬治亞州切羅基縣的一個非建制地區。該地的面積和人口皆未知。

## 地理
馬其頓的座標為34°15′14″N 84°21′38″W / 34.25389°N 84.36056°W，而該地的平均海拔高度為379米（即1243英尺）。